# سینه‌سرخ بیشه زرین
سینه‌سرخ بیشه زرین (نام علمی: Tarsiger chrysaeus) نخستین بار در سال ۱۸۴۵ توسط برایان هاگتون هاجسون، طبیعت‌شناس بریتانیایی کشف شد.
سینه‌سرخ‌های بیشه زرین حشره‌خوار هستند و شکار خود را روی حشرات نزدیک‌تر به زمین متمرکز می‌کنند.